# Изомерный переход
Изоме́рный перехо́д (га́мма-распа́д) — радиоактивный распад атомного ядра, происходящий из возбуждённого метастабильного состояния с излучением одного или нескольких гамма-квантов.
Возбуждённые состояния могут заселяться либо при ядерных реакциях, либо в результате радиоактивного распада других ядер. 
Большинство возбуждённых состояний имеют очень малые времена жизни (менее наносекунды). Однако существуют и достаточно долгоживущие состояния (чьи времена жизни измеряются микросекундами, сутками или годами), которые называются ядерными изомерами, хотя граница между ними и короткоживущими состояниями весьма условна. 
Изомерные состояния ядер, как правило, распадаются в основное состояние (иногда через несколько промежуточных состояний), при этом излучаются один или несколько гамма-квантов. Возбуждение ядра может сниматься также посредством внутренней конверсии, результатом которой является вылет электрона из атомной оболочки. Кроме того, изомерные состояния могут распадаться и посредством обычных бета- и альфа-распадов.

## Физическая природа
Изомерные состояния возникают, когда ядро после возбуждения (например, в результате ядерной реакции или β-распада) оказывается в долгоживущем метастабильном состоянии. Причина такой долгоживущести — значительное различие спина или паритета между изомерным и нижележащим состоянием, из-за чего переход сильно подавлен квантовомеханическими правилами отбора.
Такие состояния могут существовать от наносекунд до лет. При изомерном переходе ядро возвращается к более устойчивому состоянию, испуская гамма-квант или, реже, передавая энергию электрону атомной оболочки (внутренняя конверсия).

## Метастабильные изомеры
Изомерные состояния обозначаются буквой m рядом с массовым числом. Например, ^99mTc — метастабильный изотоп технеция-99. Он широко используется в ядерной медицине как источник гамма-излучения при радиодиагностике, благодаря сочетанию умеренного времени жизни (~6 часов) и благоприятных энергетических характеристик.

## Отличие от других переходов
Изомерный переход отличается от β-распада тем, что не изменяет протонного или нейтронного состава ядра. Также его следует отличать от фотоядерной реакции — обратного процесса, в котором гамма-квант возбуждает ядро. Применение:
Метастабильные изомеры находят применение в:
- Медицине, как радиофармацевтики (наиболее известен технеций-99m);
- Ядерной спектроскопии, для изучения ядерной структуры и переходов;
- Военных и энергетических технологиях, в качестве потенциальных высокоэнергетических накопителей, хотя практическое применение здесь ограничено.

## Квантовые характеристики
Переход характеризуется энергией испускаемого фотона (обычно в диапазоне от десятков до сотен кэВ), временем жизни изомера и вероятностью перехода, выражаемой через переходную вероятность или гамма-ветвление.
Форма распада может быть смешанной, сочетая гамма-испускание и внутреннюю конверсию. Коэффициент внутренней конверсии зависит от энергии перехода и атомного номера.

## Современные исследования
Активно изучаются так называемые ядерные часы — устройства, основанные на сверхдолгоживущих изомерных переходах, таких как у тория-229m. Эти переходы имеют крайне малую энергию (порядка нескольких эВ), что делает их потенциально пригодными для создания эталонов времени с рекордной точностью.
Также рассматриваются методы внешнего управления изомерными переходами с помощью лазерного облучения или ускоренных частиц, что открывает перспективы в области управляемого высвобождения энергии.